# Szelejewo Wąskotorowe
Szelejewo Wąskotorowe – nieczynna wąskotorowa stacja kolejowa w Szelejewie, w powiecie żnińskim, w województwie kujawsko-pomorskim.